# Asmenophylax minutus
Asmenophylax minutus là một loài tò vò trong họ Ichneumonidae.